# Ministeri d'Afers Exteriors, Unió Europea i Cooperació d'Espanya
El Ministeri d'Afers Exteriors, Unió Europea i Cooperació d'Espanya és un dels departaments ministerials en els quals s'organitza l'Administració General de l'Estat, el titular del qual és el ministre o la ministra d'Afers Exteriors, Unió Europea i Cooperació.
Els seus orígens es remunten al 1714, quan el rei Felip V d'Espanya va crear la Primera Secretaria d'Estat. A partir de 1883 va rebre el nom de Ministeri d'Estat, fins que el 1938 es va convertir en el Ministeri d'Afers Exteriors. A partir de 2004, es va denominar Ministeri d'Afers Exteriors i Cooperació fins que el 2018 es crea l'actual departament per part del president del Govern d'Espanya, Pedro Sánchez Pérez-Castejón.
Des del 12 de juliol de 2021, l'actual titular del Ministeri és el diplomàtic i jurista José Manuel Albares.

## Funcions
De conformitat amb les directrius del Govern d'Espanya i en aplicació del principi d'unitat d'acció a l'exterior, correspon al Ministeri d'Afers Exteriors, Unió Europea i Cooperació:
- Dirigir la política exterior d'Espanya
- Dirigir les relacions d'Espanya amb la Unió Europea
- Dirigir la cooperació internacional al desenvolupament

## Estructura
El ministeri s'organitza en els següents òrgans superiors:
- Secretaria d'Estat d'Afers Exteriors
- Secretaria d'Estat per a la Unió Europea
- Secretaria d'Estat de VInternacional i per a Iberoamèrica i el Carib

## Llista de ministres
| Legislatura                                   | Inici                  | Finalització           | Nom                                     | Partit |
| --------------------------------------------- | ---------------------- | ---------------------- | --------------------------------------- | ------ |
| Const. (1977-1979) I (1979-1982)              | 7 de juliol de 1976    | 8 de setembre de 1980  | Marcelino Oreja Aguirre                 | UCD    |
| I (1979-1982)                                 | 8 de setembre de 1980  | 2 de desembre de 1982  | José Pedro Pérez-Llorca                 | UCD    |
| II (1982-1986)                                | 2 de desembre de 1982  | 4 de juliol de 1985    | Fernando Morán López                    | PSOE   |
| II (1982-1986) III (1986-1989) IV (1989-1993) | 4 de juliol de 1985    | 23 de juny de 1992     | Francisco Fernández Ordóñez             | PSOE   |
| IV (1989-1993) V (1993-1996)                  | 23 de juny de 1992     | 18 de desembre de 1995 | Javier Solana Madariaga                 | PSOE   |
| V (1992-1996)                                 | 18 de desembre de 1995 | 5 de maig de 1996      | Carlos Westendorp Cabeza                | PSOE   |
| VI (1996-2000)                                | 5 de maig de 1996      | 27 d'abril de 2000     | Abel Matutes Juan                       | PP     |
| VII (2000-2004)                               | 27 d'abril de 2000     | 9 de juliol de 2003    | Josep Piqué i Camps                     | PP     |
| VII (2000-2004)                               | 9 de juliol de 2003    | 17 d'abril de 2004     | Ana Palacio Vallelersundi               | PP     |
| VIII (2004-2008) IX (2008-2011)               | 18 d'abril de 2004     | 21 d'octubre de 2010   | Miguel Ángel Moratinos Cuyaubé          | PSOE   |
| IX (2008-2011)                                | 21 d'octubre de 2010   | 22 de desembre de 2011 | Trinidad Jiménez García-Herrera         | PSOE   |
| X (2011-2016) XI (2016)                       | 22 de desembre de 2011 | 4 de novembre de 2016  | José Manuel García-Margallo Marfil      | PP     |
| XII (Des de 2016)                             | 4 de novembre de 2016  | 7 de juny de 2018      | Alfonso María Dastis Quecedo            | PP     |
| XII (Des de 2016)                             | 7 de juny de 2018      | 21 de maig de 2019     | Josep Borrell i Fontelles               | PSOE   |
| XIII (2019-2019)                              | 21 de maig de 2019     | 30 de novembre de 2019 | Josep Borrell i Fontelles (en funcions) | PSOE   |
| XIV (2020-2021)                               | 13 de gener de 2020    |                        | María Aránzazu González Laya            | PSOE   |
|                                               | 12 de juliol de 2021   |                        | José Manuel Albares                     | PSOE   |

## Antecedents
- 1714: Primera Secretaria d'Estat.
- 1883: Ministeri d'Estat.
- 1938: Ministeri d'Afers Exteriors.
- 2004: Ministeri d'Afers Exteriors i de Cooperació.
- 2018: Ministeri d'Afers Exteriors, Unió Europea i Cooperació.